# 4-Track Demos
4-Track Demos — альбом демозаписів британської співачки і авторки-виконавиці Пі Джей Гарві. Він вийшов у жовтні 1993 року на лейблі Island Records. Він складається з восьми демозаписів пісень з її попереднього альбому Rid of Me, а також шести демо деяких невиданих треків, які так і не вийшли у складі гурту PJ Harvey, що складався з трьох осіб. Згідно з інтерв'ю з Гарві, всі чотирнадцять пісень були написані і записані у неї вдома між серединою 1991 і осінню 1992 року. 4-Track Demos став першим повністю самопродюсованим альбомом Гарві; наступного такого альбому не буде аж до Uh Huh Her 2004 року.

## Передумови
До випуску 4-Track Demos Гарві вже випускала ранні версії своїх пісень. Демоверсії пісень з її дебютного альбому Dry вийшли разом зі студійним альбомом в обмеженому форматі подвійного альбому під назвою Dry (Demonstration). Вона ненадовго розглядала можливість випустити Rid of Me як подвійний альбом, що складався б зі студійного альбому на одному диску і демоверсій на іншому. Однак, зважаючи на те, що Rid of Me мав стати її дебютним альбомом на великому лейблі, подвійний альбом виявився кроком, якого не хотіли робити ні Гарві, ні Island.
Гарві пояснила причину випуску цього альбому в інтерв'ю журналу Filter у 2004 році: «4-Track Demos… був частково заохочений Стівом Альбіні [продюсером Rid of Me]. Йому так сподобалися демозаписи для цього альбому, що він вирішив, що вони повинні вийти, і я була схильна з ним погодитися. Здавалося, що я показую іншу сторону того, що я роблю, і представляю нові пісні, які не були записані на платівці. Це була чудова ідея, і я відчувала, що це був правильний час, тому що моя група з трьох учасників розпалася, і я була у підвішеному стані перед тим, як вирішити, куди я збираюся рухатися далі. Так що це був просто маленький шматочок мене, перш ніж я дізналася, де я буду далі».

## Реліз і оцінки критиків
Станом на 2005 рік було продано 119 000 копій 4-Track Demos у США. Альбом потрапив до чартів як у Великій Британії, так і в США одразу після релізу, досягнувши 19 місця в UK Albums Chart і 10 місця в чарті Billboard Heatseeker Albums. Деякі рецензенти надали перевагу цій версії, а не Rid of Me, який, на їхню думку, поховав частину її вокального діапазону і звукових експериментів під галасливою динамікою, спрямованою «на ваше обличчя». Як для сайд-проєкту, 4-Track Demos отримав напрочуд високу оцінку: Entertainment Weekly назвав його «моторошно-інтимним поглядом на жорстоку музичну етику незалежного і переконливого голосу», Melody Maker назвав його «жорстоко агресивною музикою без одурманюючих наркотичних властивостей», а Rolling Stone у своїй чотиризірковій рецензії зазначив, що «його глибина, діапазон і концептуальна завершеність змушують замислитися, навіщо Гарві взагалі перейматися такими умовностями, як гурт або продюсер». Журнал Spin вважав, що «вокал Гарві приголомшує, особливо в тих уривках, які пройшли обробку Альбіні» на Rid of Me. Роберт Крістгау, однак, все одно віддав перевагу Rid of Me, а не 4-Track Demos.
У 1994 році Island Records розіграла оригінальний 4-доріжковий магнітофон Yamaha MT 2X, який Гарві використовувала для запису 4-Track Demos, в рамках промо-акції у 67-му випуску журналу Alternative Press. Переможець був оголошений у вихідні 19 березня 1994 року на телеканалі JBTV, який транслювали Fox Net та Channel America. Переможець, Томас Веллс з Вінтона, штат Вірджинія, був обраний з-поміж понад 500 претендентів. Одночасно з оголошенням по телебаченню ім'я та фотографія Томаса були опубліковані у квітневому додатковому випуску (номер 71) журналу AP Wiretapping Newsletter за 1994 рік.
«Hardly Wait» — одна з двох пісень PJ Harvey, використаних у фільмі Кетрін Біґелоу Дивні дні 1995 року (інша — «Rid of Me»). У фільмі її співає Джульєтт Льюїс.

## Обкладинка
Фотографія на обкладинці альбому була зроблена Марією Мохнач у червні 1993 року під час гастролей Гарві на підтримку альбому Rid of Me. На ній зображена Гарві у спідній білизні та сонцезахисних окулярах, з піднятою рукою, що оголює її природні пахви. Фотографія була зроблена у Вотерґейті, у Вашингтоні, округ Колумбія. На чорно-білому фото, яке з'являється на звороті альбому (також авторства Мохнач), Гарві зображена оголеною і загорнутою у поліетиленову плівку. Говорячи про фотографію, Мохнач зауважила: «Я припустила, що Поллі тепер стала товаром, тому ми загорнули її як товар».

## Тур
Поллі не їздила в турне, щоб просувати 4-Track Demos. Нещодавно вона пережила розпад тріо PJ Harvey і обмірковувала напрямок свого наступного студійного альбому. Деякі з невиданих треків, однак, були зіграні наживо під час туру Rid of Me. «M-Bike», зокрема, була включена в багато з тих концертів, а її концертну версію можна знайти в повнометражному відео Reeling with PJ Harvey, що вийшло в 1994 році. Коли Гарві гастролювала в 1995 році на підтримку альбому To Bring You My Love, вона також включила пісні з 4-Track Demos. «Goodnight», наприклад, використовувалася як завершальна пісня на багатьох концертах цього туру. Крім того, «Goodnight» прозвучала в музичній програмі The White Room, яка виходила на Channel 4 в 1995 році. Цей виступ підкреслив використання Гарві сценічного реквізиту під час того туру (вона вибивала ритм довгою палицею), а також унікальний інструментарій гітариста Джо Гора, який грав ковзаючий гітарний риф пісні за допомогою ножа.

## Трек-лист
Автор музики і слів Пі Джей Гарві. 
| #   | Назва                            | Тривалість |
| --- | -------------------------------- | ---------- |
| 1.  | «Rid of Me»                      | 3:42       |
| 2.  | «Legs»                           | 3:47       |
| 3.  | «Reeling» (раніше не видана)     | 2:59       |
| 4.  | «Snake»                          | 1:56       |
| 5.  | «Hook»                           | 4:31       |
| 6.  | «50ft Queenie»                   | 2:48       |
| 7.  | «Driving» (раніше не видана)     | 2:38       |
| 8.  | «Ecstasy»                        | 2:56       |
| 9.  | «Hardly Wait» (раніше не видана) | 2:48       |
| 10. | «Rub 'til It Bleeds»             | 5:10       |
| 11. | «Easy» (раніше не видана)        | 3:16       |
| 12. | «M-Bike» (раніше не видана)      | 2:43       |
| 13. | «Yuri-G»                         | 3:53       |
| 14. | «Goodnight» (раніше не видана)   | 4:17       |

## Чарти
| Чарт (1993)                            | Пікова позиція |
| -------------------------------------- | -------------- |
| Велика Британія UK Albums (OCC)        | 19             |
| США Top Heatseekers Albums (Billboard) | 10             |